# Yelda Kodalli
Yelda Kodalli (Adana, 20 ottobre 1968) è un soprano di coloratura turco.

## Biografia
Nata ad Adana nel 1968, ha studiato canto al Conservatorio statale di Ankara.
Nel 1993 debutta alla Wiener Staatsoper come Fiaker-Milli in Arabella e vi torna a cantare regolarmente per il resto degli anni 90 nei ruoli di Najade in Ariadne auf Naxos, della cantante italiana in Capriccio, Frasquita in Carmen, del modista ne Il cavaliere della Rosa, l'Astrifiammante ne Il flauto magico, Giannetta ne L'elisir d'amore, Barbarina ne Le nozze di Figaro e Maša ne La dama di picche.
Nel 1994 è Lucia nella Lucia di Lammermoor al Teatro Carlo Felice di Genova, diretta da Bruno Bartoletti, e la Regina della Notte al Teatro Regio di Torino. Nel 1995, diretta da Riccardo Muti, debutta al Teatro alla Scala sempre nel ruolo dell'Astrifiammante. Nel 1996 torna al Piermarini come Olga nella prima mondiale di Outis di Luciano Berio, per la regia di Graham Vick, ed esordisce all'Opera di Chicago come Regina della Notte ne Il flauto magico.
Nel 1998 è Lucia al Maggio Musicale Fiorentino, mentre nel 2000 debutta alla San Francisco Opera nel ruolo della Regina della Notte. Nel 2001 è la volta dell'esordio al Teatro Lirico di Cagliari come Etra nell'Elena egizia e a Trieste come Elvira ne I puritani. Nel 2002 debutta come Amenaide nel Tancredi al Teatro di San Carlo di Napoli, torna a Trieste come Adina ne L'elisir d'amore e canta come Gilda nel Rigoletto al Teatro Regio di Parma.
Nel 2005 è Gilda al Teatro Fraschini e al Teatro Sociale di Como, mentre nel 2006 debutta come Costanza ne Il ratto dal serraglio al Teatro Massimo Vittorio Emanuele di Palermo e torna a cantare come Gilda al Teatro Ponchielli, al Teatro Gaetano Donizetti e al Teatro Grande.

## Discografia (parziale)
- Il ratto dal serraglio (1999) - Charles Mackerras, coro e orchestra Scottish Chamber Orchestra - Yelda Kodalli, Paul Groves, Desirée Rancatore, Lynton Atkinson, Peter Rose, Oliver Tobias - Brilliant Classics